# Beatrix van Gavere

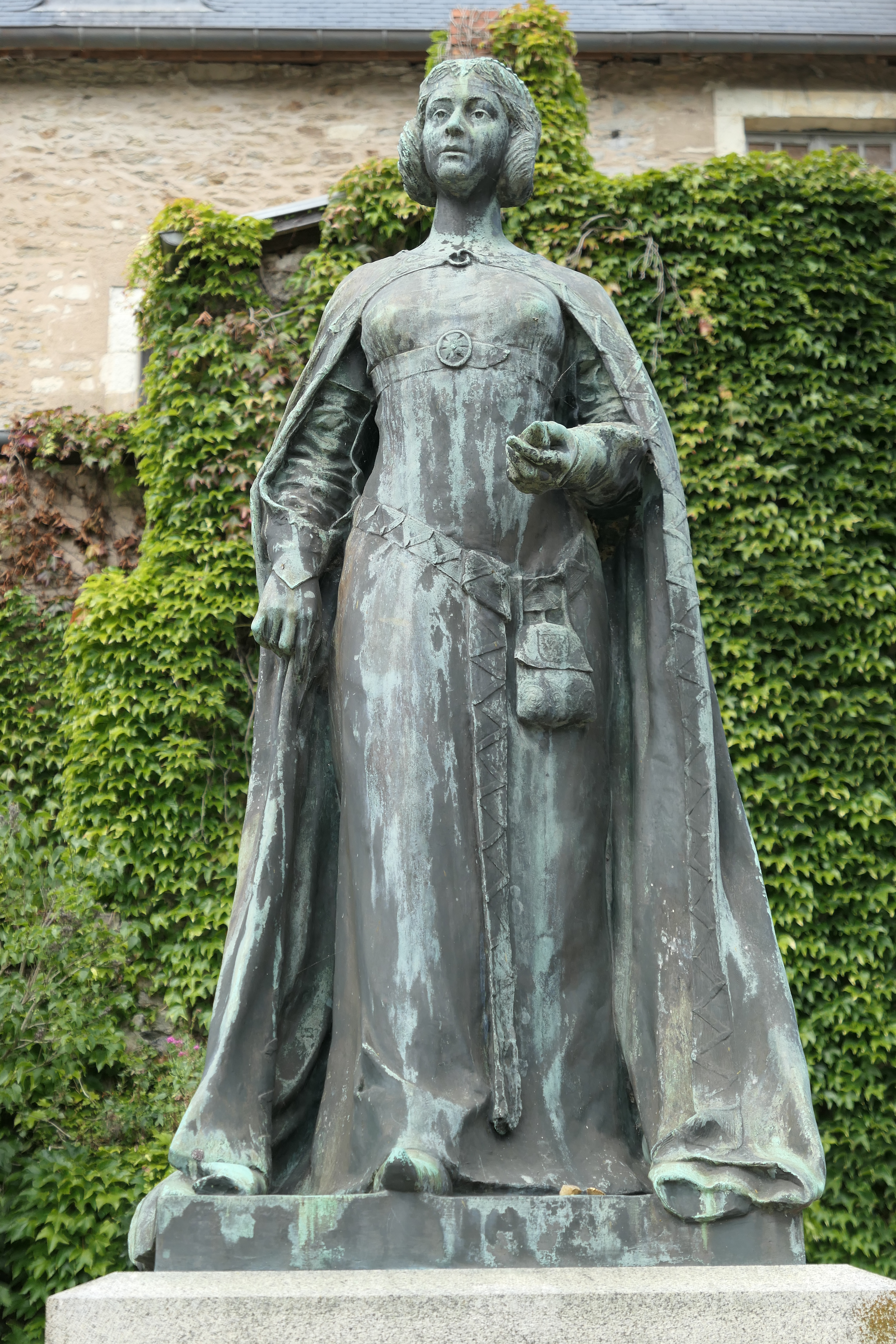
Standbeeld van Beatrix in het kasteel van Laval

Beatrix van Gavere (rond 1270 - 1315) was een Vlaamse edelvrouw, erfgename van de heerlijkheid Gavere.
Beatrix was de dochter van Raas VIII van Gavere. In 1286 trouwde ze met Guy IX van Laval (gestorven in 1333). Het echtpaar kreeg acht kinderen.
In 1300 overleed haar vader Raas VIII zonder mannelijke nakomelingen waarmee de titel heer van Gavere overging naar het huis Laval-Montmorency. Voortaan zou de oudste zoon van de heer van Laval de titel van heer van Gavere krijgen. Met tegenzin zag Beatrix hoe haar echtgenoot in 1297 en 1304 met de Franse koning optrok tegen het graafschap Vlaanderen. 
Ten tijde van het verblijf van Beatrix in Laval begon de linnennijverheid daar te bloeien, zodat verondersteld wordt dat zij deze nijverheid die ze kende uit haar geboortestreek, bevorderde.
Beatrix overleed in 1315 en werd begraven in de Abdij van Clermont bij Olivet.